# Аляскит

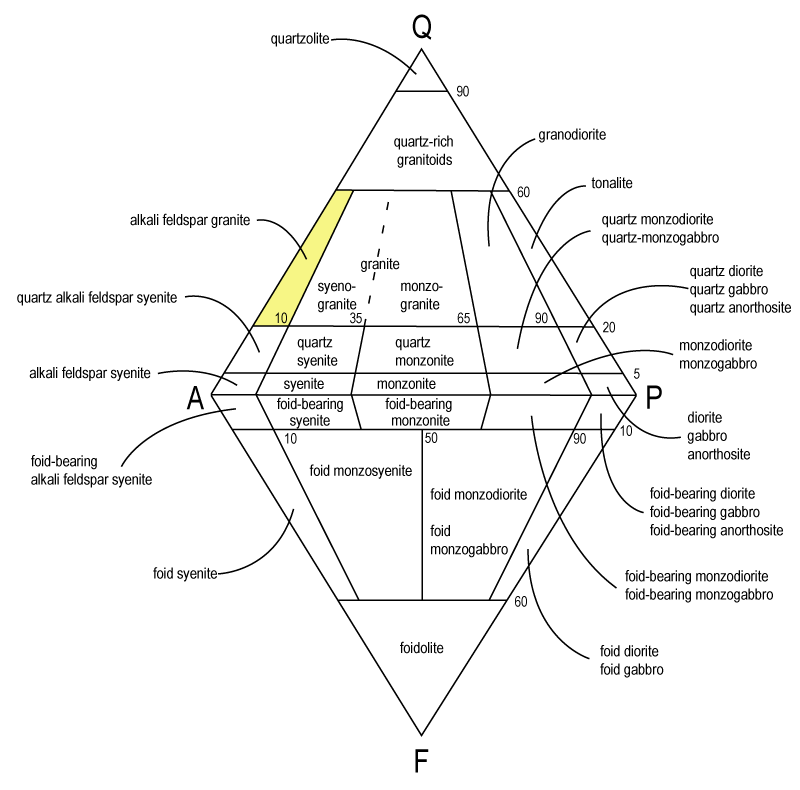
Аляскит на QAPF-діаграмі

Аляски́т — лейкократовий сублужний граніт. 
Складається з крупних кристалів кварцу (близько 35 %), калієво-натрієвого (55-65 %) та вапняково-натрієвого (менше 10 %) польового шпату. 
Добувається головним чином в Канаді та Японії. 
Родовища розробляються відкритим способом. 
Використовується у виробництві скла та кераміки.